# Klingengraben
Der Klingengraben ist das 23,7 km lange wichtigste Abflussgewässer des Klettgaus. Er entspringt im Schweizer Kanton Schaffhausen und mündet im Landkreis Waldshut (Baden-Württemberg) von links in die zum Hochrhein fließende Wutach. Auf seinen letzten 2 km Fließstrecke unterhalb der Einmündung des Haupt-Nebenflusses Schwarzbach wird er Kotbach genannt.

## Namen
Der Bach heißt in seinem Schweizer Verlauf abschnittsweise auch Ergoltinger Bach, Seltenbach, Mülibach und Landgraben und ab der Staatsgrenze in Deutschland Klingengraben sowie im Unterlauf Kotbach.

## Geographie

### Verlauf
Der Hauptstrang-Oberlauf des Klingengrabens entspringt – etwa 380 m nordwestlich der Grenze zu Deutschland – in der Schweiz auf dem Südranden. Seine Quelle liegt etwa 4 km südöstlich von Neunkirch (CH) auf etwa 560 m Höhe. Nach knapp 200 m Fließstrecke mündet von Süden der erste Zufluss ein, der auf 581 m Höhe auch noch auf Schweizer Gebiet nahe der Staatsgrenze entspringt.
Etwas später passiert der Bach den Ergoltingerhof, danach trägt er auch den Namen Ergoltinger Bach. Dann durchläuft er Neunkirch, wonach rechtsseitig der Seltenbach einmündet, ab dort wird der Bach ebenfalls Seltenbach genannt. Ihm fließt das Wasser zu, das bei der Entwässerung der nördlichen und östlichen Hügelkette, die den Klettgau auch nach Süden hin begrenzt, anfällt. Schon auf den ersten Kilometern erreichen die Bäche die leicht nach Westen abfallende Ebene des Klettgaus. Ab Unterneuhaus trägt das von Siblingen kommende Gewässer auf einer kurzen Strecke den Namen Mülibach und ab der Einmündung des Halbbachs bis zur Staatsgrenze (ca. Fluss-km 9,1) den Namen Landgraben.
Direkt nach der Grenze der Schweiz zu Deutschland durchfließt der Klingengraben den Ortsteil Erzingen der Gemeinde Klettgau. Ab der oberhalb des Lauchringener Ortsteils Oberlauchringen liegenden Einmündung des Schwarzbachs (0,63 m³/s) in den Klingengraben (0,96 m³/s) trägt der restliche Lauf des Bachs den Namen Kotbach. 1,9 km weiter bachabwärts mündet dieser in Oberlauchringen mit einer mittleren Wasserführung von 1,65 m³/s auf 351 m Höhe in die Wutach.

## Straßen und Bahnstrecke
In der Schweiz fließt der Klingengraben etwa entlang der aus Richtung Schaffhausen kommenden Hauptstrasse 13, die an der Grenze in die deutsche Bundesstraße 34 übergeht. Der Bach wird auf Großteilen seines Verlaufs von der Hochrheinbahn (Basel–Konstanz) begleitet. Die drei Verkehrswege verlaufen in wechselndem Abstand, aber verhältnismäßig nahe, entlang des Bachs.